# Sitticus palpalis
Sitticus palpalis är en spindelart som först beskrevs av Pickard-Cambridge F. 1901.  Sitticus palpalis ingår i släktet Sitticus och familjen hoppspindlar. Inga underarter finns listade i Catalogue of Life.